# Artúr Görgey
Artúr Görgey (Kežmarok, Imperio Austríaco, 30 de enero de 1818 - Budapest, Austria-Hungría, 21 de mayo de 1916) fue un militar húngaro activo durante la Revolución húngara de 1848.

## Biografía

### Primeros años
Artúr Görgey nació el 30 de enero de 1818 en la localidad de Toporec, en el Distrito de Kežmarok, en la actual Eslovaquia (por aquel entonces parte del Imperio Austríaco). Görgey se crio en el seno de una familia noble de origen sajón emigrada del Reino de Hungría, empobrecida con el paso de los años, y convertida al protestantismo desde la época de Geza II de Hungría. En 1837, Görgey se trasladó a Viena para servir en el Cuerpo de la Guardia Real Austríaca después de terminar sus estudios en la Universidad Carolina de Praga, donde estudió química.

### Revolución Húngara de 1848
Al estallar la Revolución en los Estados de los Habsburgo y posteriormente la revolución húngara de 1848, Arthur Görgey se unió al Honvéd, apodo que recibían las Fuerzas Armadas de Hungría en el siglo XIX, obteniendo el grado de capitán, después de haber sido el responsable del suministro de armas. Posteriormente ostentó el cargo de Comandante y de jefe de la Guardia Nacional al norte de Tiza. Su primer gran logro fue detener el ejército croata que trataba de cruzar el Danubio.
La lucha en curso contra los croatas por parte del imperio austríaco termina con la captura de hasta 10.000 prisioneros de guerra por el propio Görgey, que es ascendido como comandante del ejército del Alto Danubio. Artúr Görgey consigue empujar a las tropas de Alfred de Windisch-Grätz hacia atrás, provocando que éste luchara contra Luis Kossuth, compatriota húngaro de Görgey. El hecho de que Kossuth se enfrentara contra todo un batallón austríaco hizo que la relación entre él y Görgey empezara a tambalearse, obligando a tirar por tierra todos los planes de Kossuth y obligándolo a retirarse a Erzgebirge.
Görgey se unió a Henryk Dembiński al norte de Budapest, lugar desde el cual empiezan una ofensiva que trataba de expulsar a las tropas austríacas de Hungría. A partir de 1849 tuvieron lugar una serie de batallas contra Grätz, venciendo en abril del mismo año en Godollo y liberando la ciudad de Komárno, aunque cayendo en la batalla de Vác.
Después de la victoria en la batalla de Budapest, la capital húngara para restablecer su propia Dieta, destituyendo a Fernando I de Austria. La decisión no le pareció correcta a Görgey (por aquel entonces ministro de defensa de Hungría), estando en minoría por todos los otros cargos políticos húngaros, entre ellos el propio Luis Kossuth.

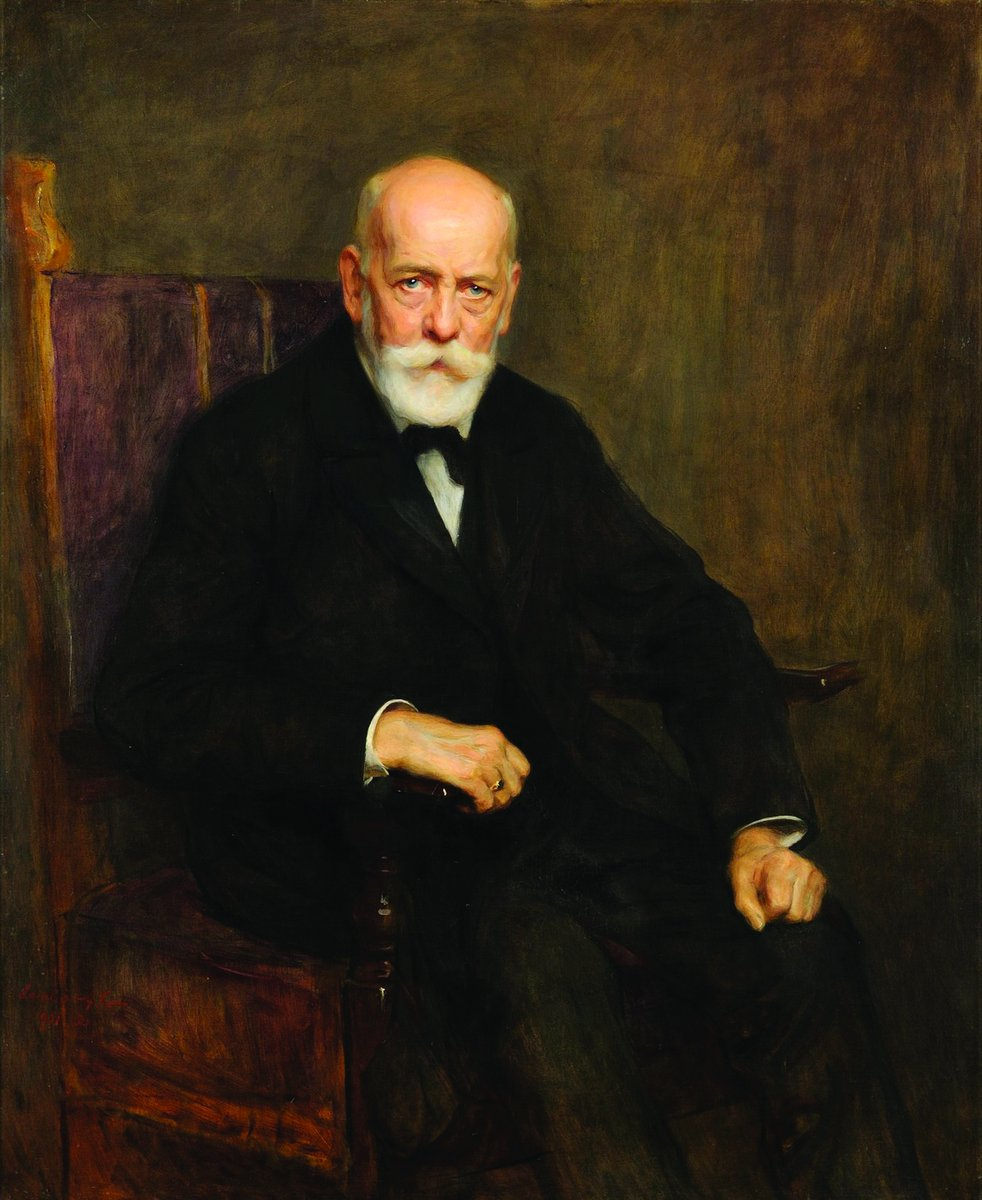
Retrato de Artúr Görgey por Philip de László, a la edad de ochenta y tres años.

Los rusos, miembros de la Santa Alianza, interviene en el norte y este de Polonia. Luis Kossuth, sabiendo que los rusos tenían un pacto junto a Austria, vio incapaz la posibilidad de defender Polonia y de continuar con la revolución húngara, dejando el trono en manos de Görgey, que establece una dictadura. Incapaz de derrotar con éxito las fuerzas austríacas y rusas, se rinde ante las tropas de Theodor von Rüdiger.

### Exilio y muerte
Artúr Görgey huyó a Klagenfurt, mientras que 1.500 de sus hombres y 17 generales son encarcelados y juzgados, terminando ahorcados o fusilados. Estuvo trabajando hasta 1867 en su laboratorio químico antes de regresar a Hungría. Sufrió oprobio público y volvió a exiliarse; volviendo a aparecer en 1885, después de fracasar como ingeniero ferroviario. Finalmente falleció el 21 de mayo de 1916 en Budapest a la edad de 98 años.